# Дуленков (хутор)
Дуленков — хутор в Боковском районе Ростовской области.
Входит в состав Боковского сельского поселения.

## География
Через хутор протекает река Кривая, впадающая в Чир.

### Улицы
- ул. Заречная,
- ул. Ливадная,
- ул. Огородная,
- ул. Песчаная.

## История
Хутор Дуленков был основан в 1746 году помещиком Авраамом Дуленковым на левом берегу речки Кривая.

## Население
| 1989 | 2002 | 2010 |
| ---- | ---- | ---- |
| 584  | ↗623 | ↘591 |

## Достопримечательности
Территория Ростовской области была заселена ещё в эпоху неолита. Люди, живущие на древних стоянках и поселениях у рек, занимались в основном собирательством и рыболовством. Степь для скотоводов всех времён была бескрайним пастбищем для домашнего рогатого скота. От тех времен осталось множество курганов с захоронениями жителей этих мест. Курганы и курганные группы находятся на государственной охране.
Поблизости от территории хутора Дуленков Боковского района расположено несколько достопримечательностей — памятников археологии. Они охраняются в соответствии с Федеральным законом от 25.06.2002 N 73-ФЗ «Об объектах культурного наследия (памятниках истории и культуры) народов Российской Федерации», Областным законом от 22.10.2004 N 178-ЗС «Об объектах культурного наследия (памятниках истории и культуры) в Ростовской области», Постановлением Главы администрации РО от 21.02.97 N 51 о принятии на государственную охрану памятников истории и культуры Ростовской области и мерах по их охране и др.
- Курган «Дуленки III». Расположен на расстоянии около 2,5 км к северу от хутора Дуленков.
- Курган «Дуленки IV». Расположен на расстоянии около 4,12 км к северо-западу от хутора Дуленков.
- Курганная группа «Дуленки I» (3 кургана). Расположена на расстоянии около 1,0 км к северо-востоку от хутора Дуленков.
- Курганная группа «Дуленки II» (7 курганов). Расположена на расстоянии около 2,1 км к северу от хутора Дуленков[5].